# Bankplätze der Deutschen Bundesbank

Clearinggebiete

Die ersten drei Ziffern der deutschen Bankleitzahl werden als Bankplätze der Deutschen Bundesbank bezeichnet.
Ein Bankplatz ist eine Stadt, in welcher auch eine Filiale der Deutschen Bundesbank ihren Sitz hat bzw. hatte. Anhand der Bankplatz-Nummer kann der Standort einer Bank ausfindig gemacht und einer bestimmten Region zugeordnet werden (wie z. B. bei der Postleitzahl oder Telefonvorwahl). Die Funktion der Bankleitzahl wurde im Rahmen der Einführung des einheitlichen europäischen Zahlungsraums (SEPA) durch den als BIC-Code bekannte Bank Identification Number übernommen.
Die erste Ziffer der Bankleitzahl wird als Clearing-Gebietsziffer bezeichnet. Zudem gab es noch Betriebsstellen. Die letzte Betriebsstelle in Lörrach war nur noch für die reine Euro-Bargeldversorgung vorhanden, das zusätzliche Restgeschäft erledigte vor allem die jeweilige Filiale. Diese letzte vorhandene Betriebsstelle wurde zum 1. Oktober 2012 geschlossen.
Im Oktober 2015 gab es 35 Bundesbank-Filialen (früher Hauptstellen der Landeszentralbank, LZB). Die Bundesbank hatte 2011 angekündigt, die Zahl dieser Filialen weiter zu verringern. So sollte es laut einem Pressebericht allein in Nordrhein-Westfalen nur noch vier Filialen geben. Da Aachen 2012 geschlossen wurde, sind in NRW derzeit drei Niederlassungen mit Kundenverkehr vorhanden. Etwas abweichend von den Clearing-Gebieten gibt es heute neun Hauptverwaltungen.

Die neun Hauptverwaltungen der Bundesbank

## Platznummern sortiert
Auflistung der Bankplätze mit Angabe der ansässigen und ehemaligen Filialen der Deutschen Bundesbank, sortiert nach Nummern.

### Clearing-Gebiet 1 – Berlin, Brandenburg, Mecklenburg-Vorpommern
- 100 = Berlin (Hauptverwaltung und Bundesbank-Filiale)[6]
- 101 = Berlin
- 102 = Berlin
- 103 = Berlin
- 120 = Berlin (Ost)
- 130 = Rostock (Bundesbank-Filiale)
- 140 = Schwerin (ehemalige Bundesbank-Filiale, jetzige Zuständigkeit: Rostock)
- 150 = Neubrandenburg (Bundesbank-Filiale)
- 160 = Potsdam (ehemalige Bundesbank-Filiale, jetzige Zuständigkeit: Berlin)
- 170 = Frankfurt (Oder) (ehemalige Bundesbank-Filiale, jetzige Zuständigkeit: Berlin)
- 180 = Cottbus (ehemalige Bundesbank-Filiale, jetzige Zuständigkeit: Berlin)

### Clearing-Gebiet 2 – Bremen, Hamburg, Niedersachsen, Schleswig-Holstein
- 200 (201–203) = Hamburg (Hauptverwaltung und Bundesbank-Filiale)[7]
- 206 = Hamburg-Altona (ehemalige Bundesbank-Filiale, jetzige Zuständigkeit: Hamburg)
- 207 = Hamburg-Harburg (ehemalige Bundesbank-Filiale, jetzige Zuständigkeit: Hamburg)
- 210 = Kiel[8] (ehemalige Bundesbank-Filiale, jetzige Zuständigkeit: Hamburg)
- 212 = Neumünster (ehemalige Bundesbank-Filiale, jetzige Zuständigkeit:Hamburg)
- 213 = Neustadt in Holstein
- 214 = Rendsburg
- 215 = Flensburg (ehemalige Bundesbank-Filiale, jetzige Zuständigkeit: Hamburg)
- 216 = Schleswig
- 217 = Husum (ehemalige Bundesbank-Filiale, jetzige Zuständigkeit: Hamburg)
- 218 = Heide
- 221 = Elmshorn
- 222 = Itzehoe (ehemalige Bundesbank-Filiale, jetzige Zuständigkeit: Hamburg)
- 230 = Lübeck[8] (ehemalige Bundesbank-Filiale)
- 240 = Lüneburg (ehemalige Bundesbank-Filiale, jetzige Zuständigkeit: Hannover)
- 241 = Cuxhaven
- 250 (251) = Hannover (Hauptverwaltung und Bundesbank-Filiale)[9]
- 252 = Peine
- 253 (273) = Alfeld (Leine)
- 254 = Hameln (ehemalige Bundesbank-Filiale, jetzige Zuständigkeit: Hannover)
- 255 = Stadthagen
- 256 = Nienburg
- 257 = Celle (ehemalige Bundesbank-Filiale, jetzige Zuständigkeit: Hannover)
- 258 = Uelzen (ehemalige Bundesbank-Filiale, jetzige Zuständigkeit: Hannover)
- 259 = Hildesheim (ehemalige Bundesbank-Filiale, jetzige Zuständigkeit: Hannover)
- 260 = Göttingen (Bundesbank-Filiale)
- 262 = Northeim (ehemalige Bundesbank-Filiale, jetzige Zuständigkeit: Göttingen)
- 263 = Osterode am Harz
- 265 = Osnabrück (Bundesbank-Filiale)
- 266 = Lingen (Ems) (ehemalige Bundesbank-Filiale, jetzige Zuständigkeit: Osnabrück)
- 267 = Nordhorn
- 268 (278) = Goslar/Halberstadt (ehemalige Bundesbank-Filiale, jetzige Zuständigkeit: Magdeburg)
- 269 = Wolfsburg
- 270 = Braunschweig (ehemalige Bundesbank-Filiale, jetzige Zuständigkeit: Hannover/Magdeburg; Banken konnten die neue Zuständigkeit frei wählen, jedoch automatische Zuschlüsselung der Filiale Hannover)
- 271 = Helmstedt
- 272 = Holzminden (ehemalige Bundesbank-Filiale, jetzige Zuständigkeit: Hannover)
- 273 = nicht vergeben
- 278 = Salzgitter
- 280 = Oldenburg (Bundesbank-Filiale)
- 282 = Wilhelmshaven (ehemalige Bundesbank-Filiale, jetzige Zuständigkeit:Oldenburg)
- 283 = Norden
- 284 = Emden
- 285 = Leer (ehemalige Bundesbank-Filiale, jetzige Zuständigkeit: Oldenburg)
- 290 (291) = Bremen[8] (ehemalige Bundesbank-Filiale, jetzige Zuständigkeit: Oldenburg)
- 292 = Bremerhaven (ehemalige Bundesbank-Filiale, jetzige Zuständigkeit: Oldenburg)

### Clearing-Gebiet 3 – Nordrhein-Westfalen (Rheinland)
- 300 (301) = Düsseldorf (ehemalige Landeszentralbank, jetzt Hauptverwaltung)[10]
- 302 = Düsseldorf (ehemalige Bundesbank-Filiale, jetzige Zuständigkeit: Dortmund)[3]
- 303 = Hilden
- 305 = Neuss (ehemalige Bundesbank-Filiale, jetzige Zuständigkeit: Dortmund)
- 310 = Mönchengladbach (ehemalige Bundesbank-Filiale, jetzige Zuständigkeit: Dortmund)
- 312 = Mönchengladbach-Rheydt
- 314 = Viersen
- 320 = Krefeld (ehemalige Bundesbank-Filiale, jetzige Zuständigkeit: Dortmund)
- 322 = Goch
- 324 = Kleve (ehemalige Bundesbank-Filiale, jetzige Zuständigkeit: Dortmund)
- 330 = Wuppertal-Elberfeld (ehemalige Bundesbank-Filiale, jetzige Zuständigkeit: Dortmund)
- 332 = Wuppertal-Barmen
- 334 = Velbert
- 340 = Remscheid
- 342 = Solingen
- 350 = Duisburg (ehemalige Bundesbank-Filiale, jetzige Zuständigkeit: Dortmund)
- 352 = Duisburg-Hamborn
- 354 = Moers
- 356 = Wesel (ehemalige Bundesbank-Filiale, jetzige Zuständigkeit: Dortmund)
- 358 = Emmerich am Rhein
- 360 = Essen (ehemalige Bundesbank-Filiale, jetzige Zuständigkeit: Dortmund)
- 362 = Mülheim an der Ruhr (ehemalige Bundesbank-Filiale, jetzige Zuständigkeit: Dortmund)
- 365 = Oberhausen (ehemalige Bundesbank-Filiale, jetzige Zuständigkeit: Dortmund)
- 370 (371) = Köln (Bundesbank-Filiale)
- 373 = Köln-Mülheim
- 375 = Leverkusen-Opladen
- 380 (381) = Bonn (ehemalige Bundesbank-Filiale, jetzige Zuständigkeit: Köln)
- 382 = Euskirchen
- 384 = Gummersbach
- 386 = Siegburg (ehemalige Bundesbank-Filiale, jetzige Zuständigkeit: Köln)
- 390 (391) = Aachen (ehemalige Bundesbank-Filiale, jetzige Zuständigkeit: Köln)
- 393 = Eschweiler und Stolberg (ehemalige Bundesbank-Filialen, jetzige Zuständigkeit: Köln)
- 395 = Düren (ehemalige Bundesbank-Filiale, jetzige Zuständigkeit: Köln)
- 397 = Jülich

### Clearing-Gebiet 4 – Nordrhein-Westfalen (Westfalen)
- 400 (401) = Münster (ehemalige Bundesbank-Filiale, jetzige Zuständigkeit: Dortmund)
- 403 = Rheine (ehemalige Bundesbank-Filiale, jetzige Zuständigkeit: Dortmund)
- 410 = Hamm (ehemalige Bundesbank-Filiale, jetzige Zuständigkeit: Dortmund)
- 412 = Beckum (ehemalige Bundesbank-Filiale, jetzige Zuständigkeit: Dortmund)
- 414 = Soest (ehemalige Bundesbank-Filiale, jetzige Zuständigkeit: Dortmund)
- 416 = Lippstadt (ehemalige Bundesbank-Filiale, jetzige Zuständigkeit: Dortmund)
- 420 = Gelsenkirchen (ehemalige Bundesbank-Filiale, jetzige Zuständigkeit: Dortmund)
- 422 = Gelsenkirchen-Buer (ehemalige Bundesbank-Filiale, jetzige Zuständigkeit: Dortmund)
- 424 = Gladbeck (ehemalige Bundesbank-Filiale, jetzige Zuständigkeit: Dortmund)
- 426 = Recklinghausen (ehemalige Bundesbank-Filiale, jetzige Zuständigkeit: Dortmund)
- 428 = Bocholt (ehemalige Bundesbank-Filiale, jetzige Zuständigkeit: Dortmund)
- 430 = Bochum (ehemalige Bundesbank-Filiale, jetzige Zuständigkeit: Dortmund)[3]
- 432 = Herne (ehemalige Bundesbank-Filiale, jetzige Zuständigkeit: Dortmund)
- 440 (441) = Dortmund (ehemalige Bundesbank-Filiale)
- 443 = Unna (ehemalige Bundesbank-Filiale, jetzige Zuständigkeit: Dortmund)
- 445 = Iserlohn (ehemalige Bundesbank-Filiale, jetzige Zuständigkeit: Dortmund)
- 447 = Menden (ehemalige Bundesbank-Filiale, jetzige Zuständigkeit: Dortmund)
- 450 = Hagen (ehemalige Bundesbank-Filiale, jetzige Zuständigkeit: Dortmund)[3]
- 452 = Witten (ehemalige Bundesbank-Filiale, jetzige Zuständigkeit: Dortmund)
- 454 = Gevelsberg (ehemalige Bundesbank-Filiale, jetzige Zuständigkeit: Dortmund)
- 456 = Altena (ehemalige Bundesbank-Filiale, jetzige Zuständigkeit: Dortmund)
- 457 = Plettenberg (ehemalige Bundesbank-Filiale, jetzige Zuständigkeit: Dortmund)
- 458 = Lüdenscheid (ehemalige Bundesbank-Filiale, jetzige Zuständigkeit: Dortmund)
- 460 = Siegen (ehemalige Bundesbank-Filiale, jetzige Zuständigkeit: Dortmund)
- 462 = Olpe (ehemalige Bundesbank-Filiale, jetzige Zuständigkeit: Dortmund)
- 464 = Arnsberg (ehemalige Bundesbank-Filiale, jetzige Zuständigkeit: Dortmund)
- 466 = Arnsberg-Neheim-Hüsten (ehemalige Bundesbank-Filiale, jetzige Zuständigkeit: Dortmund)
- 470 = Dortmund (neu) (Bundesbank-Filiale und Hauptverwaltung)[11][12]
- 472 = Paderborn (ehemalige Bundesbank-Filiale, jetzige Zuständigkeit: Bielefeld)Ehem. Bundesbankfiliale (vorm. LZB) in Warburg (nach deren Auflösung als Lokalredaktion einer örtlichen Zeitung genutzt).

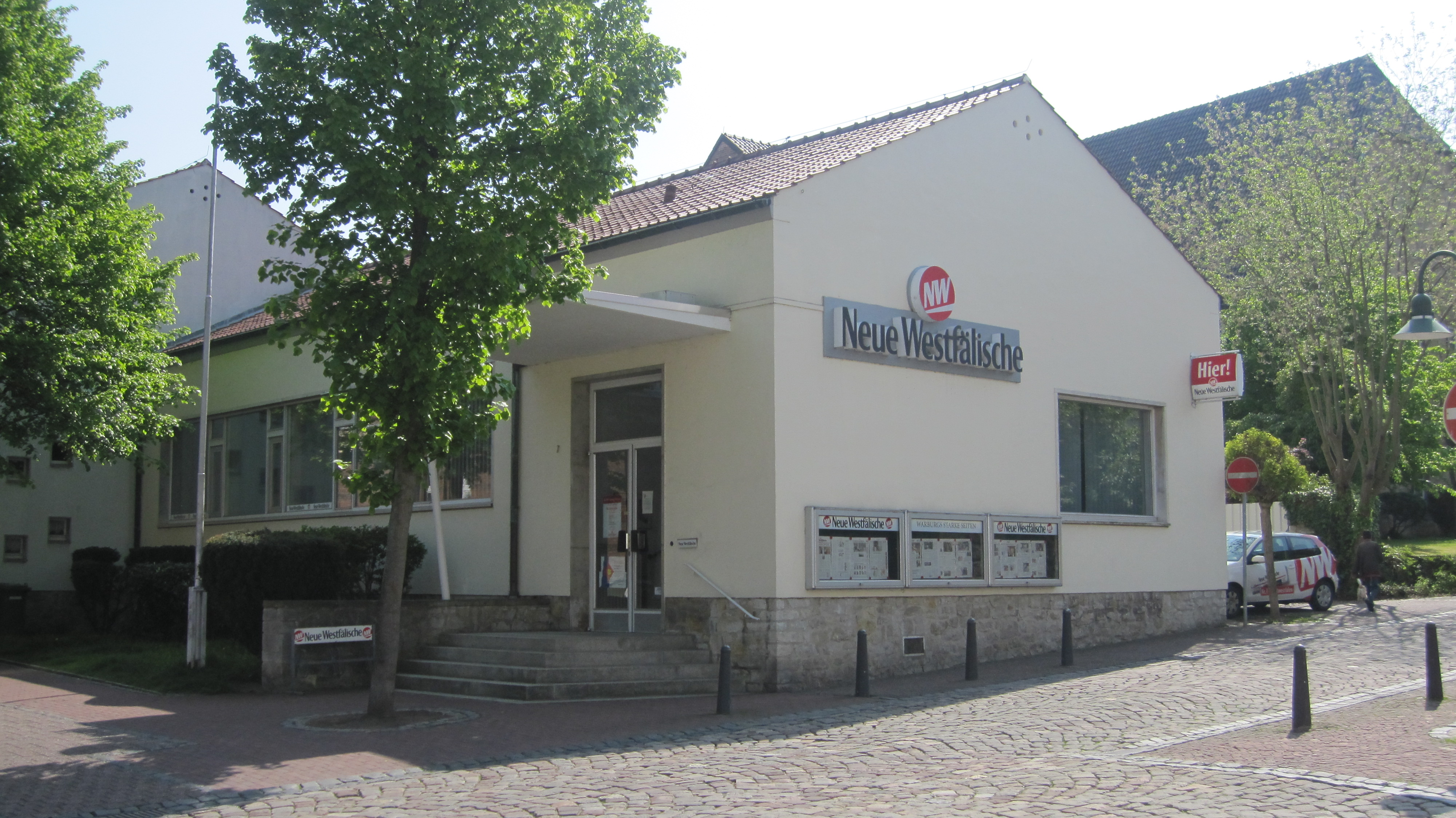
Ehem. Bundesbankfiliale (vorm. LZB) in Warburg (nach deren Auflösung als Lokalredaktion einer örtlichen Zeitung genutzt).

- 474 = Warburg (ehemalige Bundesbank-Filiale, spätere Zuständigkeit Paderborn, jetzige Zuständigkeit: Bielefeld)
- 476 = Detmold (ehemalige Bundesbank-Filiale, spätere Zuständigkeit Minden, jetzige Zuständigkeit: Bielefeld)
- 478 = Gütersloh (ehemalige Bundesbank-Filiale, jetzige Zuständigkeit: Bielefeld)
- 480 = Bielefeld (Bundesbank-Filiale)
- 482 = Lemgo (ehemalige Bundesbank-Filiale, spätere Zuständigkeit Detmold, jetzige Zuständigkeit: Bielefeld)
- 490 = Minden (ehemalige Bundesbank-Filiale, jetzige Zuständigkeit: Bielefeld)
- 492 = Bünde (ehemalige Bundesbank-Filiale, spätere Zuständigkeit Minden, jetzige Zuständigkeit: Bielefeld)
- 494 = Herford (ehemalige Bundesbank-Filiale, spätere Zuständigkeit Minden, jetzige Zuständigkeit: Bielefeld)

### Clearing-Gebiet 5 – Hessen, Rheinland-Pfalz, Saarland
- 500 (501–503, 514, 524) = Frankfurt am Main (Hauptverwaltung und Bundesbank-Filiale)[13]
- 504 = Frankfurt am Main (Bundesbank-Zentrale)
- 505 = Offenbach am Main (ehemalige Bundesbank-Filiale, jetzige Zuständigkeit: Frankfurt am Main)
- 506 = Hanau (ehemalige Bundesbank-Filiale, jetzige Zuständigkeit: Frankfurt am Main)
- 507 = Gelnhausen (ehemalige Bundesbank-Filiale, jetzige Zuständigkeit: Frankfurt am Main)
- 508 = Darmstadt (ehemalige Bundesbank-Filiale, jetzige Zuständigkeit: Frankfurt am Main)
- 509 = Bensheim (ehemalige Bundesbank-Filiale, jetzige Zuständigkeit: Frankfurt am Main)
- 510 = Wiesbaden (ehemalige Bundesbank-Filiale, jetzige Zuständigkeit: Frankfurt am Main)
- 511 = Limburg an der Lahn (ehemalige Bundesbank-Filiale, jetzige Zuständigkeit: Frankfurt am Main)
- 512 = Bad Homburg (ehemalige Bundesbank-Filiale, jetzige Zuständigkeit: Frankfurt am Main)
- 513 = Gießen[8] (ehemalige Bundesbank-Filiale, jetzige Zuständigkeit: Frankfurt am Main)
- 515 = Wetzlar (ehemalige Bundesbank-Filiale, jetzige Zuständigkeit: Frankfurt am Main)
- 516 = Dillenburg (ehemalige Bundesbank-Filiale, jetzige Zuständigkeit: Frankfurt am Main)
- 517 = Biedenkopf (ehemalige Bundesbank-Filiale, jetzige Zuständigkeit: Frankfurt am Main)
- 518 = Friedberg (ehemalige Bundesbank-Filiale, jetzige Zuständigkeit: Frankfurt am Main)
- 519 = Lauterbach (ehemalige Bundesbank-Filiale, jetzige Zuständigkeit: Frankfurt am Main)
- 520 = Kassel (ehemalige Bundesbank-Filiale, jetzige Zuständigkeit: Göttingen)
- 522 = Eschwege (ehemalige Bundesbank-Filiale, jetzige Zuständigkeit: Göttingen)
- 523 = Korbach (ehemalige Bundesbank-Filiale, jetzige Zuständigkeit: Göttingen)
- 530 = Fulda (ehemalige Bundesbank-Filiale, jetzige Zuständigkeit: Göttingen)
- 532 = Bad Hersfeld (ehemalige Bundesbank-Filiale, jetzige Zuständigkeit: Göttingen)
- 533 = Marburg (ehemalige Bundesbank-Filiale, jetzige Zuständigkeit: Frankfurt am Main)
- 540 = Kaiserslautern (ehemalige Bundesbank-Filiale, jetzige Zuständigkeit: Ludwigshafen am Rhein)
- 542 = Pirmasens (ehemalige Bundesbank-Filiale)
- 543 = Zweibrücken (ehemalige Bundesbank-Filiale)
- 545 = Ludwigshafen am Rhein (Bundesbank-Filiale)
- 546 = Neustadt an der Weinstraße (ehemalige Bundesbank-Filiale)
- 547 = Speyer (ehemalige Bundesbank-Filiale)
- 548 = Landau in der Pfalz (ehemalige Bundesbank-Filiale)
- 550 = Mainz (Bundesbank-Filiale und Hauptverwaltung)[14]
- 551 = Bingen am Rhein (ehemalige Bundesbank-Filiale)
- 553 = Worms (ehemalige Bundesbank-Filiale)
- 560 = Bad Kreuznach (ehemalige Bundesbank-Filiale, jetzige Zuständigkeit: Mainz)
- 562 = Idar-Oberstein (ehemalige Bundesbank-Filiale)
- 570 = Koblenz (Bundesbank-Filiale)
- 572 = Höhr-Grenzhausen (ehemalige Bundesbank-Filiale)
- 573 = Altenkirchen (ehemalige Bundesbank-Filiale)
- 574 = Neuwied (ehemalige Bundesbank-Filiale, jetzige Zuständigkeit: Koblenz)
- 576 = Mayen (ehemalige Bundesbank-Filiale)
- 577 = Remagen (ehemalige Bundesbank-Filiale)
- 585 = Trier (ehemalige Bundesbank-Filiale, jetzige Zuständigkeit: Saarbrücken)
- 586 = Bitburg (ehemalige Bundesbank-Filiale)
- 587 = Cochem, Traben-Trarbach (ehemalige Bundesbank-Filiale Wittlich)
- 590 (591) = Saarbrücken (Bundesbank-Filiale)
- 592 = Neunkirchen (ehemalige Bundesbank-Filiale, jetzige Zuständigkeit: Saarbrücken)
- 593 = Saarlouis (ehemalige Bundesbank-Filiale, jetzige Zuständigkeit: Saarbrücken)
- 594 = St. Ingbert (nach Homburg verlegt, ehemalige Bundesbank-Filiale, jetzige Zuständigkeit: Saarbrücken)

### Clearing-Gebiet 6 – Baden-Württemberg
- 600 = Stuttgart (Bundesbank-Filiale und Hauptverwaltung)[15]
- 601 = Stuttgart
- 602 = Waiblingen (ehemalige Bundesbank-Filiale, jetzige Zuständigkeit: Stuttgart)
- 603 = Sindelfingen (ehemalige Bundesbank-Filiale, jetzige Zuständigkeit: Stuttgart)
- 604 = Ludwigsburg (ehemalige Bundesbank-Filiale, jetzige Zuständigkeit: Stuttgart)
- 606 = Calw
- 610 = Göppingen
- 611 = Esslingen am Neckar (ehemalige Bundesbank-Filiale, jetzige Zuständigkeit: Stuttgart)
- 612 = Nürtingen
- 613 = Schwäbisch Gmünd (ehemalige Bundesbank-Filiale, jetzige Zuständigkeit: Ulm)
- 614 = Aalen (ehemalige Bundesbank-Filiale, jetzige Zuständigkeit: Ulm)
- 620 = Heilbronn (ehemalige Bundesbank-Filiale, jetzige Zuständigkeit: Stuttgart)
- 622 = Schwäbisch Hall (ehemalige Bundesbank-Filiale, jetzige Zuständigkeit: Ulm)
- 623 = Bad Mergentheim
- 630 = Ulm (Bundesbank-Filiale)
- 632 = Heidenheim an der Brenz
- 640 = Reutlingen (Bundesbank-Filiale)
- 641 = Tübingen
- 642 = Rottweil (ehemalige Bundesbank-Filiale, jetzige Zuständigkeit:Villingen-Schwenningen)
- 643 = Tuttlingen (ehemalige Bundesbank-Filiale, jetzige Zuständigkeit:Villingen-Schwenningen)
- 644 = Schwenningen
- 650 = Ravensburg (ehemalige Bundesbank-Filiale, jetzige Zuständigkeit: Ulm)
- 651 = Friedrichshafen
- 653 = Albstadt (ehemalige Bundesbank-Filiale, jetzige Zuständigkeit: Reutlingen)
- 654 = Biberach an der Riß
- 660 = Karlsruhe (Bundesbank-Filiale)
- 661 = Karlsruhe
- 662 = Baden-Baden (ehemalige Bundesbank-Filiale, jetzige Zuständigkeit: Karlsruhe)
- 663 = Bruchsal
- 664 = Offenburg (ehemalige Bundesbank-Filiale, jetzige Zuständigkeit: Freiburg im Breisgau)
- 665 = Rastatt
- 666 = Pforzheim (ehemalige Bundesbank-Filiale, jetzige Zuständigkeit: Karlsruhe)
- 667 = Bad Rappenau
- 670 = Mannheim (ehemalige Bundesbank-Filiale, jetzige Zuständigkeit: Karlsruhe)
- 672 = Heidelberg
- 673 = Tauberbischofsheim
- 674 = Mosbach
- 680 = Freiburg im Breisgau (Bundesbank-Filiale)
- 682 = Lahr/Schwarzwald
- 683 = Lörrach (ehemalige Bundesbank-Filiale, jetzige Zuständigkeit: Freiburg im Breisgau)
- 684 = Waldshut-Tiengen
- 690 = Konstanz (ehemalige Bundesbank-Filiale, jetzige Zuständigkeit: Villingen-Schwenningen)
- 692 = Singen (Hohentwiel) (ehemalige Bundesbank-Filiale, jetzige Zuständigkeit: Villingen-Schwenningen)
- 693 = Meßkirch
- 694 = Villingen-Schwenningen (Bundesbank-Filiale)

### Clearing-Gebiet 7 – Bayern

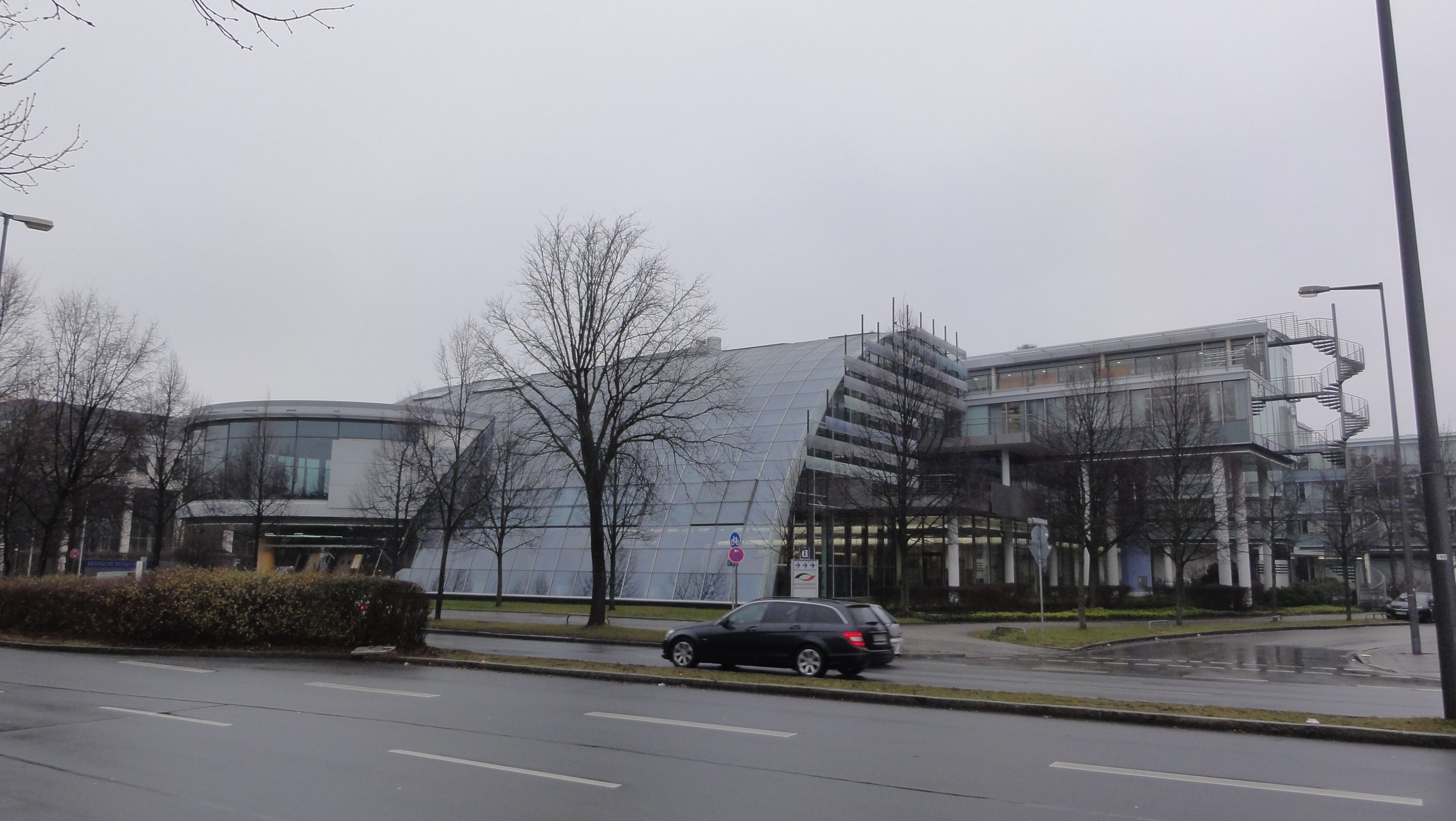
Bundesbank-Filiale München

- 700 = München (Bundesbank-Filiale und Hauptverwaltung)
- 701 = München
- 702 = München
- 703 = Garmisch-Partenkirchen (ehemalige Bundesbank-Filiale, jetzige Zuständigkeit: München)
- 710 = Bad Reichenhall (ehemalige Bundesbank-Filiale, jetzige Zuständigkeit: München)
- 711 = Rosenheim (ehemalige Bundesbank-Filiale, jetzige Zuständigkeit: München)
- 720 = Augsburg (Bundesbank-Filiale)
- 721 = Ingolstadt (ehemalige Bundesbank-Filiale, jetzige Zuständigkeit: München)
- 722 = Nördlingen
- 730 = Neu-Ulm
- 731 = Memmingen (ehemalige Bundesbank-Filiale, jetzige Zuständigkeit: Augsburg)
- 733 = Kempten (ehemalige Bundesbank-Filiale, jetzige Zuständigkeit: Augsburg)
- 734 = Kaufbeuren
- 740 = Passau (ehemalige Bundesbank-Filiale, jetzige Zuständigkeit: Regensburg)
- 741 = Deggendorf (ehemalige Bundesbank-Filiale, jetzige Zuständigkeit: Regensburg)
- 742 = Straubing
- 743 = Landshut (ehemalige Bundesbank-Filiale, jetzige Zuständigkeit: Regensburg)
- 750 = Regensburg (Bundesbank-Filiale)
- 752 = Amberg
- 753 = Weiden (ehemalige Bundesbank-Filiale, jetzige Zuständigkeit: Regensburg)
- 760 = Nürnberg (Bundesbank-Filiale)
- 762 = Fürth
- 763 = Erlangen (ehemalige Bundesbank-Filiale, jetzige Zuständigkeit: Nürnberg)
- 764 = Schwabach
- 765 = Ansbach (ehemalige Bundesbank-Filiale, jetzige Zuständigkeit: Nürnberg)
- 770 = Bamberg (ehemalige Bundesbank-Filiale, jetzige Zuständigkeit: Nürnberg)
- 771 = Kulmbach
- 773 = Bayreuth[8] (ehemalige Bundesbank-Filiale,[16] jetzige Zuständigkeit: Nürnberg)
- 780 = Hof (ehemalige Bundesbank-Filiale, jetzige Zuständigkeit: Nürnberg)
- 781 = Marktredwitz
- 783 = Coburg
- 790 = Würzburg (Bundesbank-Filiale)
- 791 = Kitzingen
- 793 = Schweinfurt (ehemalige Bundesbank-Filiale, jetzige Zuständigkeit: Würzburg)
- 795 = Aschaffenburg (ehemalige Bundesbank-Filiale, jetzige Zuständigkeit: Würzburg)
- 796 = Miltenberg

### Clearing-Gebiet 8 – Sachsen, Sachsen-Anhalt, Thüringen

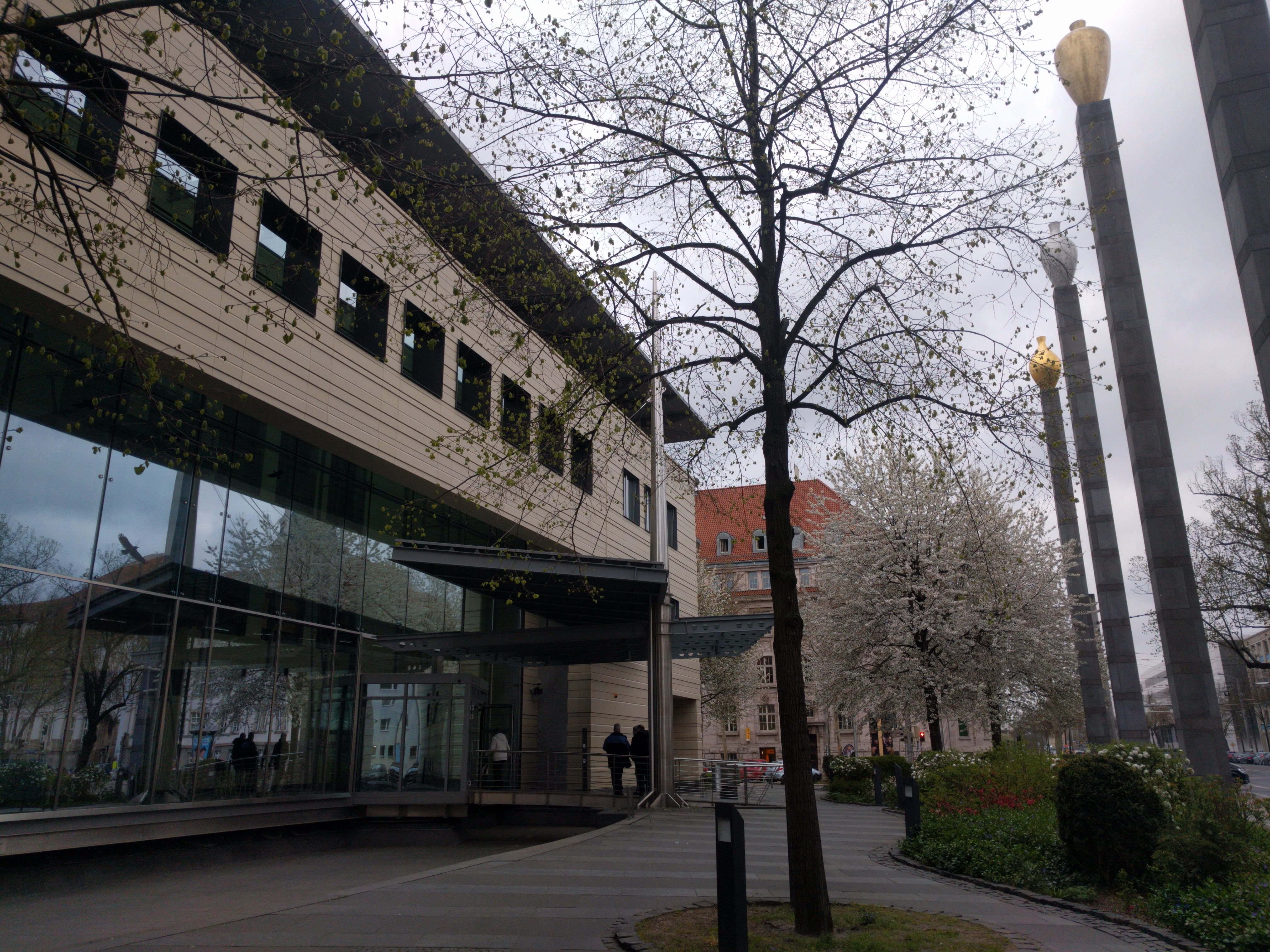
Bundesbank-Filiale Leipzig

- 800 = Halle (Saale) (ehemalige Bundesbank-Filiale, jetzige Zuständigkeit: Magdeburg)
- 805 = Dessau-Roßlau (ehemalige Bundesbank-Filiale, jetzige Zuständigkeit: Magdeburg)
- 810 = Magdeburg (Bundesbank-Filiale)
- 820 = Erfurt (Bundesbank-Filiale)
- 830 = Gera (ehemalige Bundesbank-Filiale, jetzige Zuständigkeit: Erfurt)
- 840 = Meiningen (ehemalige Bundesbank-Filiale, jetzige Zuständigkeit: Erfurt)
- 850 = Dresden[8] (ehemalige Bundesbank-Filiale, jetzige Zuständigkeit: Chemnitz)
- 855 = Bautzen (ehemalige Bundesbank-Filiale, jetzige Zuständigkeit: Chemnitz)
- 860 = Leipzig (Bundesbank-Filiale und Hauptverwaltung)[17]
- 870 = Chemnitz (Bundesbank-Filiale)